# Pha Sao Kim

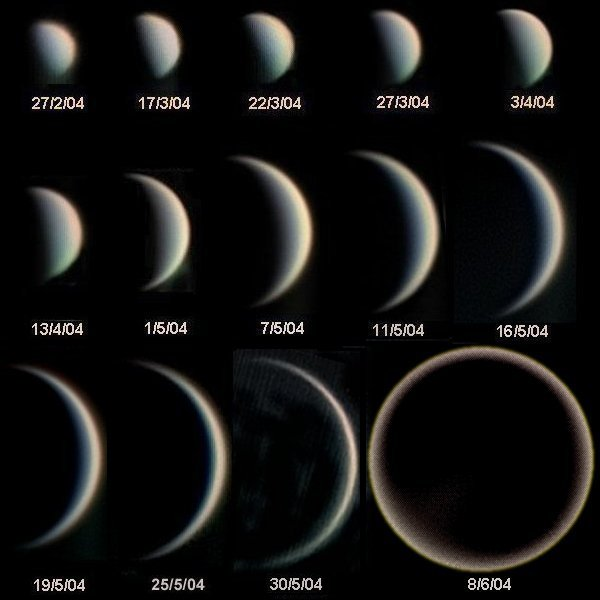
Các pha của sao Kim.

Các pha của Sao Kim là các biến thể ánh sáng khác nhau nhìn thấy trên bề mặt hành tinh này, tương tự như các pha Mặt Trăng. Những quan sát đầu tiên được ghi lại trong số chúng là những quan sát bằng kính viễn vọng của Galileo Galilei vào năm 1610. Mặc dù pha lưỡi liềm cực mỏng của sao Kim đã được quan sát kể từ thời bấy giờ bằng mắt thường, nhưng không có ghi chép hay mô tả đáng tin cậy nào trong lịch sử về nó trước khi kính viễn vọng ra đời.

## Quan sát
Chu kỳ quỹ đạo của Sao Kim là 224,7 ngày Trái Đất (7,4 tháng Trái Đất trung bình [30.4 ngày]). Các pha của Sao Kim xuất phát từ quỹ đạo của hành tinh này quanh Mặt Trời bên trong quỹ đạo Trái Đất tạo cho người quan sát bằng kính thiên văn một chuỗi hình ảnh nối tiếp giống như các pha Mặt Trăng. Sao Kim được thấy như một hình tròn gần đầy khi nó ở phía đối diện sau Mặt Trời. Khi Sao Kim đang rời xa hoặc tiếp cận vị trí đối diện này, nó đang ở pha khuyết lồi. Nó cho thấy pha nửa tròn khi nó ở ly giác tối đa từ Mặt Trời. Sao Kim thể hiện một lưỡi liềm mỏng trong tầm nhìn của kính thiên văn khi nó quay tới phía gần giữa Trái Đất và Mặt Trời và trình bày pha non của nó khi nó nằm giữa Trái Đất và Mặt Trời. Vì hành tinh này có bầu khí quyển, pha non của nó có thể được nhìn thấy trong kính viễn vọng dưới dạng một quầng sáng khúc xạ quanh hành tinh (xem ảnh dưới cùng, bên phải). Một chu kỳ đầy đủ từ pha non đến pha tròn rồi trở lại pha non mất 584 ngày (thời gian sao Kim đi qua Trái Đất trong quỹ đạo của nó). Sao Kim (tương tự Mặt Trăng) cũng có 4 loại pha chủ yếu, mỗi pha kéo dài 146 ngày.
Hành tinh cũng thay đổi kích thước biểu kiến từ 9,9 giây cung khi ở pha tròn đầy (vị trí giao hội trên) lên đến tối đa 68 giây cung khi bước vào pha non (giao hội dưới). Sao Kim đạt cấp độ sáng biểu kiến lớn nhất -4,5 khi nó có hình lưỡi liềm trung gian tại điểm trên quỹ đạo của nó, khi nó cách Trái Đất 68 triệu km, tại điểm đó phần được chiếu sáng của đĩa hành tinh này đạt diện tích góc tối đa khi quan sát từ Trái Đất (một sự kết hợp giữa khoảng cách gần của nó và thực tế là nó được chiếu sáng thêm 28%).